# Họ Cú muỗi
Họ Cú muỗi (danh pháp khoa học: Caprimulgidae) là một họ chim duy nhất trong bộ Caprimulgiformes. Chúng được đặc trưng bởi đôi cánh dài, chân ngắn và mỏ rất ngắn. Chúng đôi khi được gọi là goatsuckers (loài hút sữa dê), do các câu chuyện dân gian cổ xưa mà cho rằng chúnghút sữa dê (tiếng Latinh goatsucker là caprimulgus). Một số loài Tân thế giới gọi là nighthawks (diều đêm). Loài cú muỗi thường làm tổ trên mặt đất.
Các loài cú muỗi được tìm thấy trên thế giới. Chúng chủ yếu là hoạt động vào cuối buổi tối và buổi sáng sớm hoặc vào ban đêm, và thức ăn chủ yếu vào bướm và côn trùng bay lớn khác.

## Phân loại
Họ Caprimulgidae
- Phân họ Eurostopodinae
  - Chi Eurostopodus (7 loài)
  - Chi Lyncornis (2 loài)
- Phân họ Caprimulginae (cú muỗi điển hình)
  - Chi Gactornis (1 loài)
  - Chi Nyctipolus (2 loài)
  - Chi Nyctidromus (2 loài)
  - Chi Hydropsalis (4 loài)
  - Chi Siphonorhis (2 loài)
  - Chi Nyctiphrynus (4 loài)
  - Chi Phalaenoptilus (1 loài)
  - Chi Antrostomus (12 loài)
  - Chi Caprimulgus (40 loài)
  - Chi Setopagis (4 loài)
  - Chi Uropsalis (2 loài)
  - Chi Macropsalis (1 loài)
  - Chi Eleothreptus (2 loài)
  - Chi Systellura (2 loài)
- Phân họ Chordeilinae
  - Chi Chordeiles (6 loài)
  - Chi Nyctiprogne (2 loài)
  - Chi Lurocalis (2 loài)